# Rennie Rijpma
Rennie Rijpma (Oentsjerk, 1971) is een Nederlandse journalist en hoofdredacteur van het Algemeen Dagblad (AD).

## Carrière
Rijpma begon haar journalistieke carrière als freelance rechtbankverslaggever van het Algemeen Nederlands Persbureau (ANP) in Friesland. In 2012 stapte ze over naar het AD, waar ze aan de slag ging als nieuwschef van de centrale redactie. Door de jaren heen bekleedde Rijpma verschillende functies binnen de organisatie, waaronder chef digitaal en adjunct-hoofdredacteur. Sinds 1 juli 2021 is ze hoofdredacteur van het AD. Rijpma is de eerste vrouwelijke hoofdredacteur van het dagblad.